# La spada (Mishima)
La spada (剣, Ken) è un racconto di Yukio Mishima scritto nel 1963.
Secondo diversi studiosi, è il testo che più rappresenta l’adesione dell’autore ai valori tradizionali di lealtà, rigore morale e dedizione alla causa, qui veicolati ed espressi attraverso il kendō e il kenjutsu.
La parola ken, titolo originale del racconto, in giapponese significa per l’appunto 'spada', senza distinzione di genere e numero.

## Trama
La storia racconta di Kokubo Jirô, capitano di una squadra universitaria di kendô nonché uno tra i 5 migliori schermidori selezionati per rappresentare il Giappone Orientale negli individuali del Tozai Taiko. Il suo maestro è l'ormai veterano Kinouchi, il quale stima profondamente Jirô tanto da ammirarlo non solo per il suo talento ma soprattutto per la sua etica, per la quale l'intera squadra di kendō lo rispetta. Due dei suoi subordinati, Kagawa, schermidore caratterizzato da uno stile di combattimento impulsivo, e Mibu, studente del primo anno, soffrono particolarmente la freddezza di Jirô nei loro confronti; per questo motivo sono alla ricerca di un modo per suscitare qualche emozione nel loro superiore.
Jirô tuttavia si dedica continuamente all'arte della spada e all'allenamento senza mai allontanarsi nemmeno per un istante dalle proprie virtù morali e dalla rettitudine, senza le quali, per sua stessa ammissione, preferirebbe perdere la vita. Una volta nominato capitano della squadra di kendō, nel suo discorso giura di impegnarsi con tutte le proprie forze a non commettere errori nell'esercizio di questa funzione.
Durante un campo di kendō nel villaggio di pescatori di Tago, lungo la costa della penisola di Izu, Jirô proibisce al gruppo di abbandonare il dojo mentre egli si reca ad accogliere Kinouchi al porto. In sua assenza però l'allievo Kagawa convince la squadra ad andare in spiaggia a tuffarsi dato l'estremo caldo di quell'estate. L'unico a non unirsi agli altri è Mibu, il quale cerca sorprendentemente di mantenere un profilo virtuoso; ma al ritorno di Jirô, accompagnato da Murata e Kinouchi, Mibu si nasconde tra gli alberi per non farsi vedere e in seguito si dirige verso la spiaggia per allertare gli altri compagni. Il suo tentativo è però vano; il maestro Kinouchi, accortosi della disobbedienza, chiede chi fosse stato il responsabile dell'accaduto. Jirô si assume tutte le responsabilità del caso, ma Kagawa, pervaso dal senso di colpa, confessa e viene rimandato a Tokyo.
Successivamente Jirô chiede a Mibu se anche lui fosse andato a fare il bagno. Mibu afferma per due volte di averlo fatto.
La stessa sera, al termine di una festa tenutasi sul luogo del ritiro, Jirô scompare, per poi essere ritrovato a terra in cima ad una collina, morto, con la sua spada tra le mani.

## Interpretazione
Mishima introduce la sua opera descrivendo una sessione di allenamento di kendō, disciplina che egli stesso praticò e di cui offre una presentazione completa, sottolineando particolarmente le capacità tecniche e la tensione emotiva che caratterizzano lo sport in questione. Nell'opera convivono due diversi tipi di narrazione: una in prima persona, che proviene da un narratore completamente appassionato allo spettacolo delle arti marziali, e una in terza persona nella quale il punto di vista è delegato al combattente che osserva l'avversario. Le sequenze descrittive si focalizzano inizialmente sull'aspetto esteriore per poi presentare ciascun personaggio dal punto di vista psicologico.
Il protagonista c viene rivelato mediante un'accurata descrizione dei suoi abiti e del suo fisico: il kimono, i pantaloni, lo stemma della sua famiglia, la coscia e il corpo in movimento. Tutti questi elementi restituiscono un perfetto ritratto che mette in risalto il forte legame tra Jirô e l'arte della spada. Non manca la presenza di erotismo data dalla coscia scoperta, sintomo di un corpo giovane, forte e vivace, e soprattutto dal sudore che, amalgamato all'atmosfera del tramonto, Mishima scriveva suscitare in lui
(Yukio Mishima, "La spada")
Tuttavia, alla pura violenza si sposa una pervasiva tranquillità:
(Yukio Mishima, "La spada")
Jirô si dimostra, per sua attitudine, molto vicino allo spirito dei samurai dai quali discende la famiglia Kokubu, nome che include al suo interno il Kanji "koku" di paese, nazione e impero, a sottolineare maggiormente l'importanza del Giappone per Mishima.
Lontano da questo spirito è invece il padre di Jirô, medico e proprietario di una clinica di chirurgia gastrica; questo scenario lascia emergere una contrapposizione tra i tessuti molli dell'intellettuale medio, visto come colui che trascura il proprio corpo, e la muscolatura forte dello sportivo, che Mishima descrive nei minimi particolari.
Il culto della forza e della rettitudine hanno un ruolo centrale nell'opera, tanto da diventare vere e proprie regole di vita. L'uomo ha infatti solo due opzioni: essere forte e retto, oppure uccidersi. Questa idea radicale si incarna totalmente nella "via della spada".
Nell'opera, il protagonista acquisisce abilità grazie alla pratica ripetuta, nella quale la precisione del colpo della spada, che trasmuta la forza in pura violenza, equivale alla rettitudine morale e alla giustizia. La via della spada e la mistica che la avvolge introducono a un contesto che traduce la preparazione permanente al combattimento del guerriero nell'imminenza della morte. La breve vita di Jirô ne è un'illustrazione.
Lo sport diventa un'ascesi, la quale, per raggiungere l'obiettivo desiderato, richiede sofferenza. Jirô, come estensione del pensiero di Mishima, rimarca costantemente la necessità di ricercare il dolore, in quanto forza condizionatrice e fulcro dell'allenamento.
e in cui si sente, come un risveglio all'alba, qualcosa emergere nel proprio corpo.»
(Yukio Mishima, "La spada")
Se la sofferenza attraverso l'esercizio fisico fornisce la sensazione di rinascita, infliggersi la morte porterebbe al culmine della vita.
In Mishima, tutto lo sport conduce alla forma più estetica di forza che si fonde con l'esito fatale dando vita ad un pathos tragico.

## Il tema della morte
Nella tradizione epica giapponese spiccano figure di eroi la cui apoteosi coincide con la morte, talvolta autoinflitta tramite seppuku, il taglio rituale del ventre. Gran parte della letteratura di Mishima è pervasa dai temi della morte e del suicidio, idea che iniziò a presentarsi nell'autore già dall'adolescenza. Secondo alcuni studiosi, in numerose opere, si riesce a percepire un certo disdegno della sua vita e l'inequivocabile destino al quale andrò incontro. Nota è la volontà di Mishima di morire nel fiore dell'esistenza, mentre era ancora bello, vigoroso nel corpo e all'apice della sua parabola artistica. Nel suo suicidio riuscì dunque a conciliare le sue idee su come spendere la propria vita con il suo più grande proposito: servire la patria.

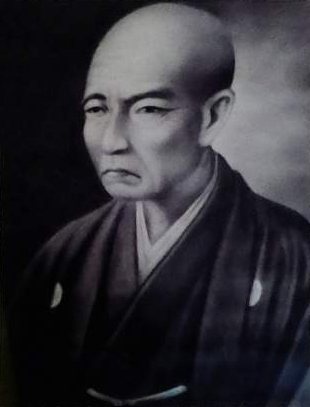
Yamamoto Tsunetomo, samurai e filosofo giapponese.

L'opera che maggiormente ha influenzato la produzione letteraria di Yukio Mishima, per sua stessa ammissione, è l'Hagakure di Yamamoto Tsunetomo, testo che racchiude l'antica saggezza dei samurai sotto forma di brevi aforismi. Lo stesso Mishima, pochi anni prima del suo suicidio, come segno di personale rivendicazione e dissenso nei confronti dell’occidentalizzazione e della perdita di nerbo del Giappone post-bellico, scrisse un commento all'opera di Tsunetomo, trattando, tra le varie tematiche, anche quella della morte.
ha la sua dignità, in quanto morte di un essere umano. Se diamo un alto valore alla dignità della vita, come non possiamo pregiare anche la dignità della morte? 
Nessuna morte, quindi, può essere detta inutile.»
(Yukio Mishima, Sul seppuku)
Nonostante tutto ciò che Mishima ha detto riguardo la morte, seppure nutrisse un profondo desiderio di autoannullamento fin dall'età di diciott'anni, egli credeva fermamente nella pienezza del vivere, dell'essere vivo in ogni cellula.
Le idee, così come le scelte compiute da Mishima, sembrano, almeno in parte, ispirate alla figura di Saigō Takamori, protagonista della cosiddetta Rivolta di Satsuma del 1877, quando riunì centinaia di samurai per protestare contro l’occidentalizzazione forzata e le riforme volute dal Governo Meiji.

## Opere derivate
Una versione cinematografica (Ken) del romanzo fu diretta nel 1964 da Kenji Misumi. La pellicola è ambientata nel Giappone degli anni sessanta e ha come protagonista Ichikawa Raizō VIII, uno dei più amati e conosciuti attori giapponesi, noto per le sue numerose apparizioni in film samurai e drammi Jidaigeki. Questa produzione di Misumi è una rara incursione di Ichikawa Raizō nel Gendai-geki, film ambientati nel periodo moderno.
L'opera, uscita successivamente a Kiru (Uccidere con la spada), lungometraggio del 1962, anch'esso diretto da Misumi, rappresenta il secondo capitolo della cosiddetta Trilogia della spada, che viene completata nel 1965 da Kenki (La spada del demonio).